# Manoel Luiz Salgado Guimarães
Manoel Luiz Salgado Guimarães (Rio de Janeiro, 16 de fevereiro de 1952 — Rio de Janeiro, 27 de abril de 2010) foi um historiador e professor brasileiro, conhecido por suas contribuições à teoria da história e à historiografia no Brasil. Formado em história e filosofia no Brasil, Alemanha e França, foi professor na Universidade Federal do Rio de Janeiro (UFRJ) e na Universidade do Estado do Rio de Janeiro (UERJ), além de presidir a Associação Nacional de História (ANPUH) de 2007 a 2009.

## Atuação profissional
Com formação em história e filosofia no Brasil, na Alemanha e na França, foi professor na UFRJ e UERJ, também presidente da Associação Nacional de História (ANPUH) de 2007 a 2009.

## Legado
Manoel Guimarães morreu em 2010, na cidade do Rio de Janeiro, em decorrência de um câncer. Atualmente, Guimarães é considerado uma das principais referências nos estudos historiográficos brasileiros (veja algumas produções aqui). Ainda no ano de 2009 fez parte da Sociedade Brasileira de Teoria e História da Historiografia – SBTHH na condição de Secretário Geral e membro do Conselho Científico (em memória). Em 2015, foi homenageado ao dar nome ao prêmio de Teses da ANPUH, que passou a se chamar prêmio Manoel Luiz Salgado Guimarães, por conta de sua grande contribuição aos campos da teoria da história e da história da historiografia no Brasil. Em 2017, os professores Francisco Regis Lopes Ramos, Durval Muniz de Albuquerque e Paulo Knauss organizaram, no XXIX Simpósio Nacional de História da ANPUH, a mesa chamada "Formas de Historiografia: em torno da obra de Manoel Salgado".

## Obras
- A Revista do IHGB e os temas de sua historiografia (1839-1857). Ideias filosóficas e sociais, 1989
- De Paris ao Rio de Janeiro: a institucionalização da escrita da História. Revista do Arquivo Nacional, Rio de Janeiro, 1989.
- Tradução de Reinhard Kosellek. Uma história dos conceitos: problemas teóricos e práticos.
- Nação e civilização nos trópicos: o Instituto Histórico e Geográfico Brasileiro e o projeto de uma história nacional.
- Entre amadorismo e profissionalismo: as tensões da prática histórica no século XIX.
- Vendo o passado: representação e escrita da história.